# Jaidon Codrington
Jaidon "The Don" Codrington (født 5. juni 1984 i Bridgeport, Connecticut i USA) er en amerikansk tidligere professionel bokser. Han kæmpede i supermellemvægt i Queens i New York og havde en rekordliste på 20 sejre og 2 nederlag, med 16 sejre på knockout.
Cordrington, der var deltager i 3. sæson boksning-reality tv-serien The Contender, tabte i finalen til Sakio Bika i en modig indsats og en kandidat til årets kamp.
Codrington havde en himmelsk amatørkarriere, og vandt i 2002 National Golden Gloves mellemvægtmesterskabet.
Jaidon Codringtons mest markante kamp har været et knockoutlederlag i hænderne på Allan Green. I kampen skabte Green sin berygtede blærede 18-sekunder KO sejr mod Jaidon Codrington. Green rystede Codrington og besejrede ham mod torvene og udførte derefter brutale kombinationer før han afsluttede med et venstrehook mod hagen. Slaget slog Codrington bevidstløs, og han faldt gennem torvene. 1. rundes-sejren gav Green Ring Magazine knockout of the year fra 2005.